# 胡嘉愛
胡嘉愛（1977年10月20日—），台灣主持人、演員，學生時期被星探發掘以化妝品廣告模特兒進入娛樂圈，並擔任多場商業記者會之主持人，經好友介紹2007年加入吳宗憲的“憲憲家族”成為綜藝節目的常客，曾主持過《環遊世界八十天之我要玩下去》、《樂遊五加一》等節目。2011年轉戰大螢幕拍攝第一部電影 《3D獵首》、後接演《一團亂麻》《詭婚》等作品，後移民至美國， 於加州華語電視SinoTV 擔任「女人百分百」製作人與主持，2021年演出民視八點檔「黃金歲月」中床墊女王「芭芭拉」而再次受到矚目。

## 電影
| 上映年份 | 電影名稱                 | 飾演        |
| 2007年   | 購物車男孩               | 商場女孩    |
| 2012年   | 3D獵首The hunter         | 服裝設計師  |
| 2013年   | 3D詭婚                   | 娜娜        |
| 2014年   | 醜男大翻身               | 包租婆 朱嫂 |
| 2014年   | 一團亂麻                 | 馬歡歡      |
| 2017年   | Bond of Justices (美國） | Pizza女孩   |

## 電視劇
| 年份   | 頻道       | 劇名         | 角色           |
| 2021年 | 民視       | 黃金歲月     | 張洋洋(芭芭拉) |
| 2022年 | 民視       | 市井豪門     | 林美麗         |
| 2023年 | 民視       | 愛的榮耀     | 麗娜           |
| 2026年 | 大愛電視台 | 接住流星的人 | 博葦母         |

## 主持作品
| 年份   | 頻道            | 名稱                         |
| ------ | --------------- | ---------------------------- |
| 2007年 | 中視            | 《食字路口》                 |
| 2008年 | 華視            | 《環遊世界80天之我要玩下去》 |
| 2009年 | 華視            | 《樂遊5加1》                 |
| 2010年 | 衛視            | 《美麗達人》                 |
| 2016年 | 東森美州台      | 《金頭腦》                   |
| 2018年 | 華語電視Sino Tv | 《女人百分百》               |
| 2018年 | YouTube         | 《摩登玩家》                 |
| 2019年 | Wacow LA        | 《哇靠新聞醬報》             |
| 2020年 | 東森            | 《東森購物》                 |
| 2021年 | 蝦皮            | 《蝦導播》                   |

## 出版作品
- 出版日期：2015年4月13日，《女人可以過得比男人好: 跟著嘉愛聰明過生活》，出版社：匯展文化事業有限公司，ISBN 9789869127851。

## 外部連結
- 胡嘉愛的Facebook專頁
- 胡嘉愛的Instagram帳戶
- 鳳凰藝能－胡嘉愛 （页面存档备份，存于）